# Ophthalmothule

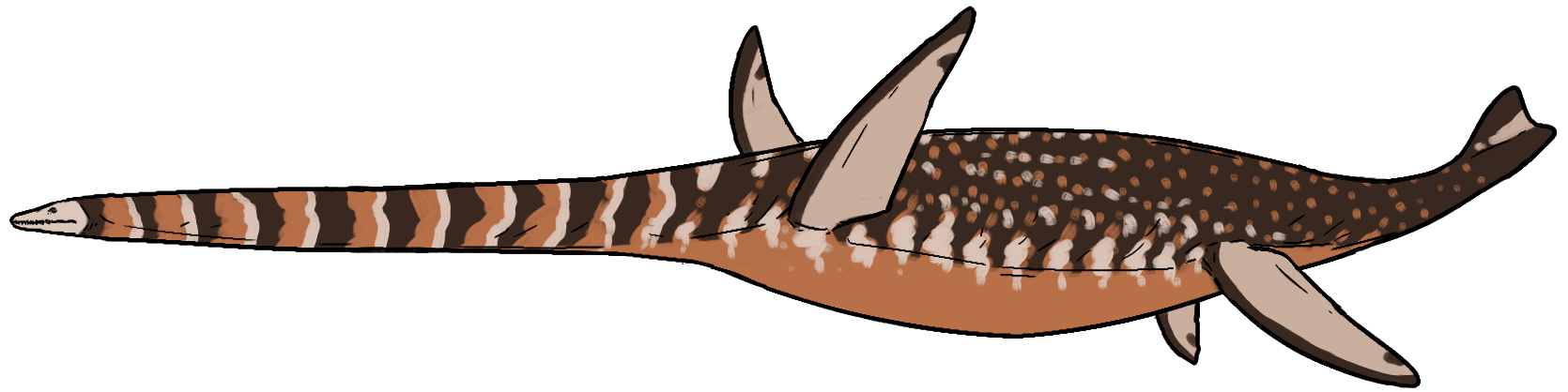
Художня реконструкція

Ophthalmothule — викопний рід плезіозаврів з родини Cryptoclididae, що існував на проміжку юрського і крейдового періодів. Криптоклідідовий середнього розміру, 5—5,5 м завдовжки. Найближче споріднений зі Spitrasaurus.
Рештки — добре збережений скелет зрілої особини — відкриті на Західному Шпіцбергені.
Описано один вид — Ophthalmothule cryostea.